# Епархия Митхо
Епархия Митхо (лат. Dioecesis Mythoënsis) — епархия Римско-Католической Церкви с центром в городе Митхо, Вьетнам. Епархия Митхо входит в митрополию Хошимина. Кафедральным собором епархии Митхо является церковь Непорочного Зачатия Пресвятой Девы Марии.

## История
24 ноября 1960 года Римский папа Иоанн XXIII издал буллу «Quod venerabiles», которой учредил епархию Митхо, выделив её из апостольского викариата Сайгона (сегодня — Архиепархия Хошимина).

## Ординарии епархии
- епископ Joseph Trãn-Vãn-Thiên (24.11.1960 — 24.02.1989)
- епископ André Nguyên Van Nam (24.02.1989 — 26.03.1999)
- епископ Paul Bùi Van Ðoc (26.03.1999 — 28.09.2013), назначен архиепископом-коадъютором Хошимина
- епископ Pierre Nguyên Văn Kham (с 26 июля 2014 года)

## Источник
- Annuario Pontificio, Libreria Editrice Vaticana, Città del Vaticano, 2003, стр. 958, ISBN 88-209-7422-3
- Булла Quod venerabiles, AAS 53 (1961), стр. 474  (лат.)